# Zasłonak gniadofioletowy

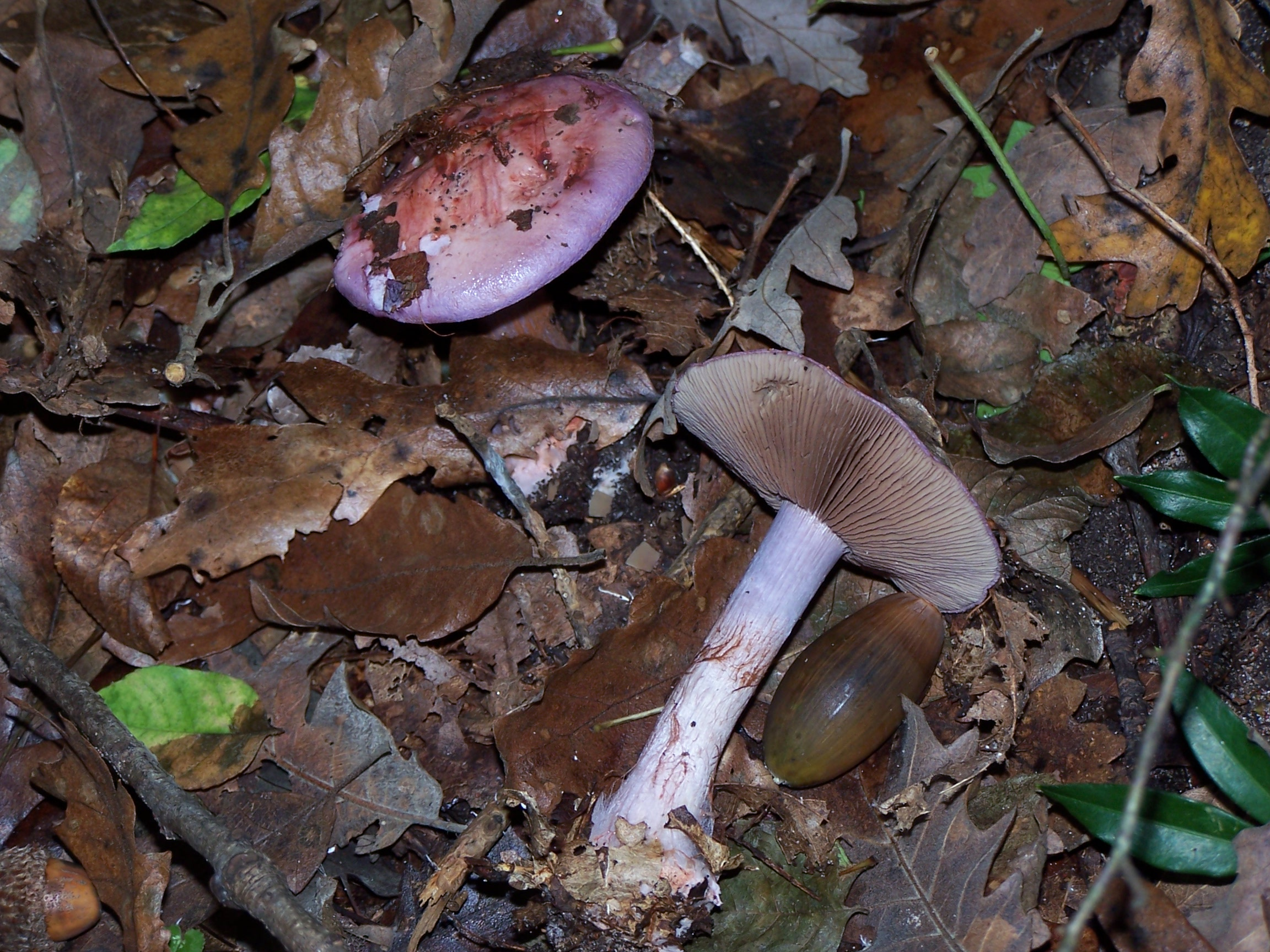

Zasłonak gniadofioletowy (Calonarius rufo-olivaceus (Pers.) Niskanen & Liimat.) – gatunek grzybów należący do rodziny zasłonakowatych (Cortinariaceae).

## Systematyka i nazewnictwo
Pozycja w klasyfikacji według Index Fungorum: Calonarius, Cortinariaceae, Agaricales, Agaricomycetidae, Agaricomycetes, Agaricomycotina, Basidiomycota, Fungi.
Po raz pierwszy zdiagnozował go w 1801 r. Christiaan Hendrik Persoon nadając mu nazwę Agaricus rufo-olivaceus. Obecną nazwę nadali mu Tuula Niskanen i Kare Liimatainen w 2022 r.
Synonimy:

- Agaricus rufo-olivaceus Pers. 1801
- Cortinarius rufo-olivaceus (Pers.) Zawadzki 1835
- Cortinarius rufo-olivaceus f. pallidus (M.M. Moser) Nespiak 1975
- Cortinarius rufo-olivaceus (Pers.) Fr. 1838 f. rufo-olivaceus
- Cortinarius rufo-olivaceus var. pallidus (M.M. Moser) Quadr. 1985
- Cortinarius rufo-olivaceus (Pers.) Fr. 1838 var. rufo-olivaceus
- Cortinarius rufo-olivaceus var. vinosus Moënne-Locc. & Reumaux 1990
- Cortinarius testaceus Cooke 1891
- Cortinarius vinosus Cooke 1883
- Myxacium rufo-olivaceum (Pers.) P. Kumm. 1871
- Phlegmacium rufo-olivaceum (Pers.) Wünsche 1877
- Phlegmacium rufo-olivaceum var. pallidum M.M. Moser 1960
- Phlegmacium rufo-olivaceum (Pers.) Wünsche 1877 var. rufo-olivaceum[2]

Nazwę polską nadał Andrzej Nespiak w 1975 r. Jest niespójna z aktualną nazwą naukową.

## Morfologia
Kapelusz
Średnica 6–12 cm, za młodu łukowaty z podwiniętym brzegiem, potem płaski i nadal z podwiniętym brzegiem. W stanie suchym powierzchnia błyszcząca, na środku czerwona, przy brzegu przez długi czas fioletowa, w stanie wilgotnym śliska. U starszych okazów powierzchnia brudnobrązowoczerwona z oliwkowym odcieniem.
Blaszki
Przyrośnięte i wykrojone przy trzonie, gęste, cienkie, początkowo zielonkawożółte, potem szarooliwkowe, rdzawooliwkowe, w końcu rdzawobrązowe.
Trzon
Wysokość 5–11 cm, grubość do 2 cm, walcowaty, pełny, w podstawie z bulwą o szerokości do 3 cm. Powierzchnia purpurowo włóknista, górą fioletowa, dołem purpurowoczerwona.
Miąższ grzyba
U młodych owocników oliwkowozielony, u starszych winnoczerwony, pod skórką kapelusza fioletowy. Smak kwaśno-gorzkawy, zapach słaby, grzybowy.
Zarodniki
W kształcie cytryny o rozmiarach 10,7–12,9 × 5,6–7,3 μm, brodawkowate, stosunek długości do szerokości 1,8.
Gatunki podobne
- zasłonak anyżkowy (Cortinarius odorifer). Rośnie pod drzewami iglastymi i ma miąższ żółtawy z zielonkawym odcieniem[5].
- zasłonak miedzianogłowy (Cortinarius orichalceus). Rośnie tylko w górach, pod drzewami iglastymi i ma trzon i blaszki żółtawe[5].
- Cortinarius cupreorufus[4], Cortinarius xanthophyllus, Cortinarius splendificus[5]. Te gatunki jednak nie rosną w Polsce.

## Występowanie i siedlisko
Znane są jego stanowiska tylko w niektórych krajach Europy i w prowincji Kolumbia Brytyjska w Kanadzie. W piśmiennictwie naukowym na terenie Polski do 2003 r. podano 1 stanowisko (Władysław Wojewoda, 1974 r., Ojcowski Park Narodowy). Znajduje się na Czerwonej liście roślin i grzybów Polski. Ma status R – gatunek potencjalnie zagrożony z powodu ograniczonego zasięgu geograficznego i małych obszarów siedliskowych.
Grzyb mikoryzowy. Rośnie w cieplejszych regionach na ziemi, głównie na podłożu wapiennym w lasach liściastych pod dębami i bukami.
Grzyb niejadalny.